# Зул
Зул (њем. Suhl) град је у њемачкој савезној држави Тирингија. Посједује регионалну шифру (AGS) 16054000.

## Географски и демографски подаци
Град се налази на надморској висини од 429–978 метара. Површина општине износи 102,7 km². У самом граду је, према процјени из 2010. године, живјело 40.173 становника. Просјечна густина становништва износи 391 становника/km².

## Међународна сарадња
| Мјесто            | Држава      | Врста сарадње | Од    |
| ----------------- | ----------- | ------------- | ----- |
| Смољан            | Бугарска    | партнерство   | 1999. |
| Витебск           | Бјелорусија | контакт       | 2000. |
| Тихвин            | Русија      | контакт       | 2000. |
| Калуга            | Русија      | партнерство   | 1969. |
|                   | Пољска      | партнерство   | 1984. |
| Лахти             | Финска      | партнерство   | 1988. |
| Кан               | Француска   | пријатељство  | 2000. |
| Бегл              | Француска   | партнерство   | 1962. |
| Хорсенс           | Данска      | контакт       | 2000. |
| Кадањ             | Чешка       | контакт       | 2000. |
| Чешке Будјејовице | Чешка       | партнерство   | 1979. |
| Извор             |             |               |       |